# Prunet-et-Belpuig
Prunet-et-Belpuig é uma comuna francesa na região administrativa da Occitânia, no departamento de Pirenéus Orientais. Estende-se por uma área de 21,68 km². Em 2010 a comuna tinha 49 habitantes (densidade: 2,3 hab./km²).